# Абдуллаев, Эльхан Руслан оглы
Эльха́н Русла́н оглы́ Абдулла́ев (азерб. Abdullayev Elxan Ruslan oğlu; род. 19 мая 1970, Баку) — советский и азербайджанский футболист, тренер. Главный тренер сборной Азербайджана по футболу до 19 лет (с 2021).

## Биография
Выпускник факультета футбола спортивного университета города Лейпцига (ФРГ) 1999—2000 годов. В 2010 году, завершив обучение в центре лицензирования федерации футбола Украины в Киеве, получил лицензию Pro, дающую право работать в профессиональных лигах всех европейских стран.
Знает 6 языков: азербайджанский, русский, турецкий, английский, чешский и словацкий.
Сын Руслана Абдуллаева, мастера спорта СССР, заслуженного тренера Азербайджанской ССР, который считается одним из лучших тренеров в истории азербайджанского футбола советского периода.

## Карьера

### Клубная
Профессиональную карьеру футболиста начал в 1989 году с выступления в команде «Термист» Баку, в амплуа защитника, которая представляла Азербайджанскую ССР в 9-й зоне второй лиги чемпионата СССР.
Защищал также цвета местных клубов «Динамо» Баку, «Азери» Баку, «Туран» Товуз, «Хазри» Бузовна (также в сезоне 1991 был заявлен за «Нефтчи», но не играл).
В сезоне 1994/95 выступал за словацкий футбольный клуб «Пьештяни», который в тот момент возглавлял его отец — Руслан Абдуллаев.

### Тренерская

#### Клубная
Тренерскую карьеру начал в 2000 году, с поста главного тренера футбольного клуба «Динамо» Баку, который в дальнейшем был переименован в «Баку». До 2002 года был главным тренером а в 2002—2004 годах помощником главного тренера. В 2004 году вновь был назначен главным тренером «бакинцев».
Далее продолжил карьеру в агдамском «Карабахе». В 2004—2005 годах был помощником главного тренера, а в 2005 — главным тренером клуба.
С 2007 по 2010 год был помощником главного тренера бакинского «Интера», а с 2011 по 2012 — главным тренером шуваланского АЗАЛа.
В 2010—2011 работал на посту помощника главного тренера клуба «Атырау» из одноимённого казахстанского города.
В сентябре 2016 года был назначен главным тренером бакинского «Нефтчи».

#### Сборные
В качестве помощника главного тренера работал в молодёжной и национальной сборных Азербайджана по футболу.
Главный тренер сборной Азербайджана по футболу до 19 лет (с 2021).